# Lustdorf
Lustdorf è una frazione del comune svizzero di Thundorf, nel Canton Turgovia (distretto di Frauenfeld).

## Storia

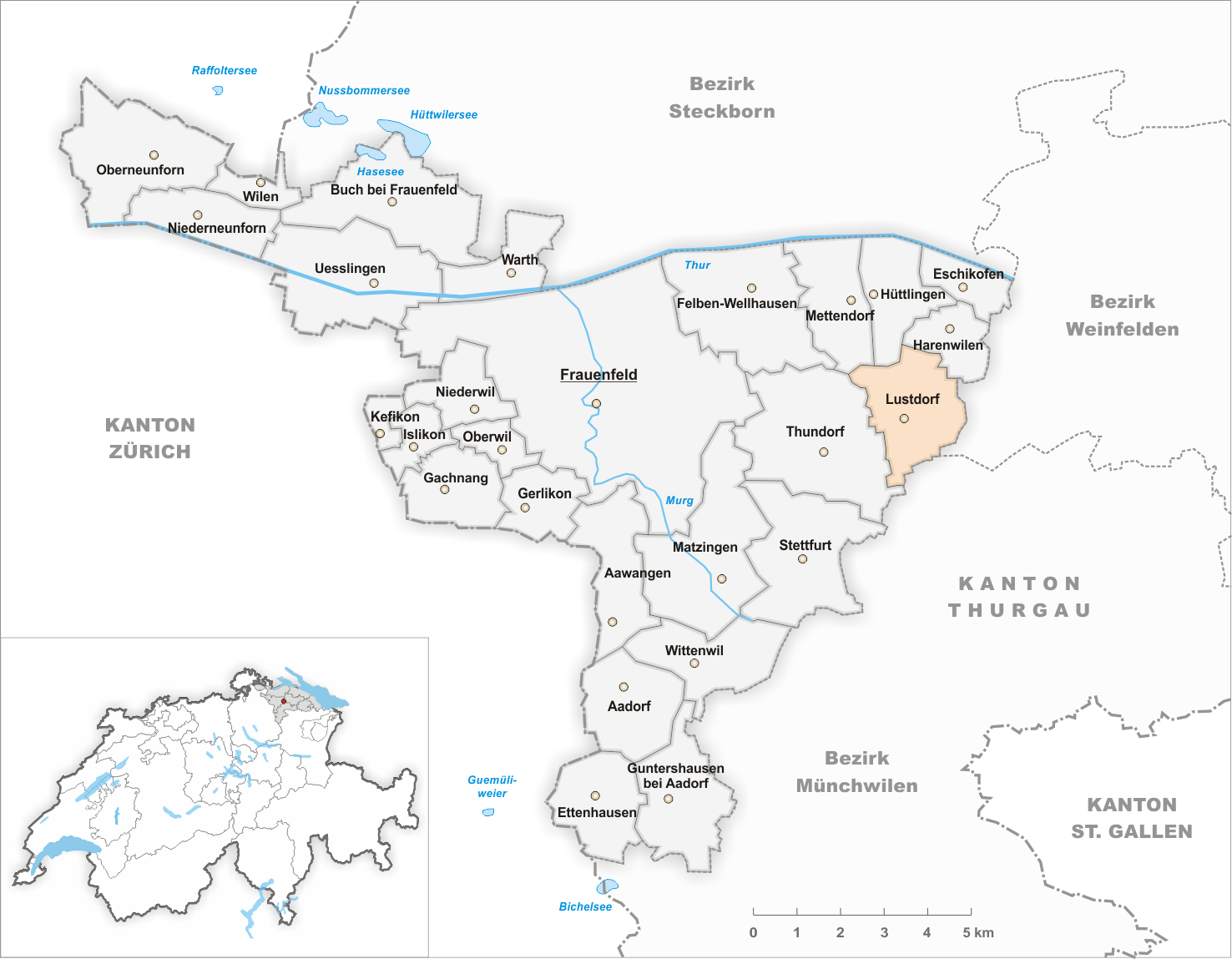
Il territorio del comune di Lustdorf prima degli accorpamenti comunali del 1995

Già comune autonomo (Ortsgemeinde) che comprendeva anche le frazioni di Grub, Held e Hessenbohl, nel 1995 è stato accorpato al comune di Thundorf assieme all'altro comune soppresso di Wetzikon.

## Monumenti e luoghi d'interesse

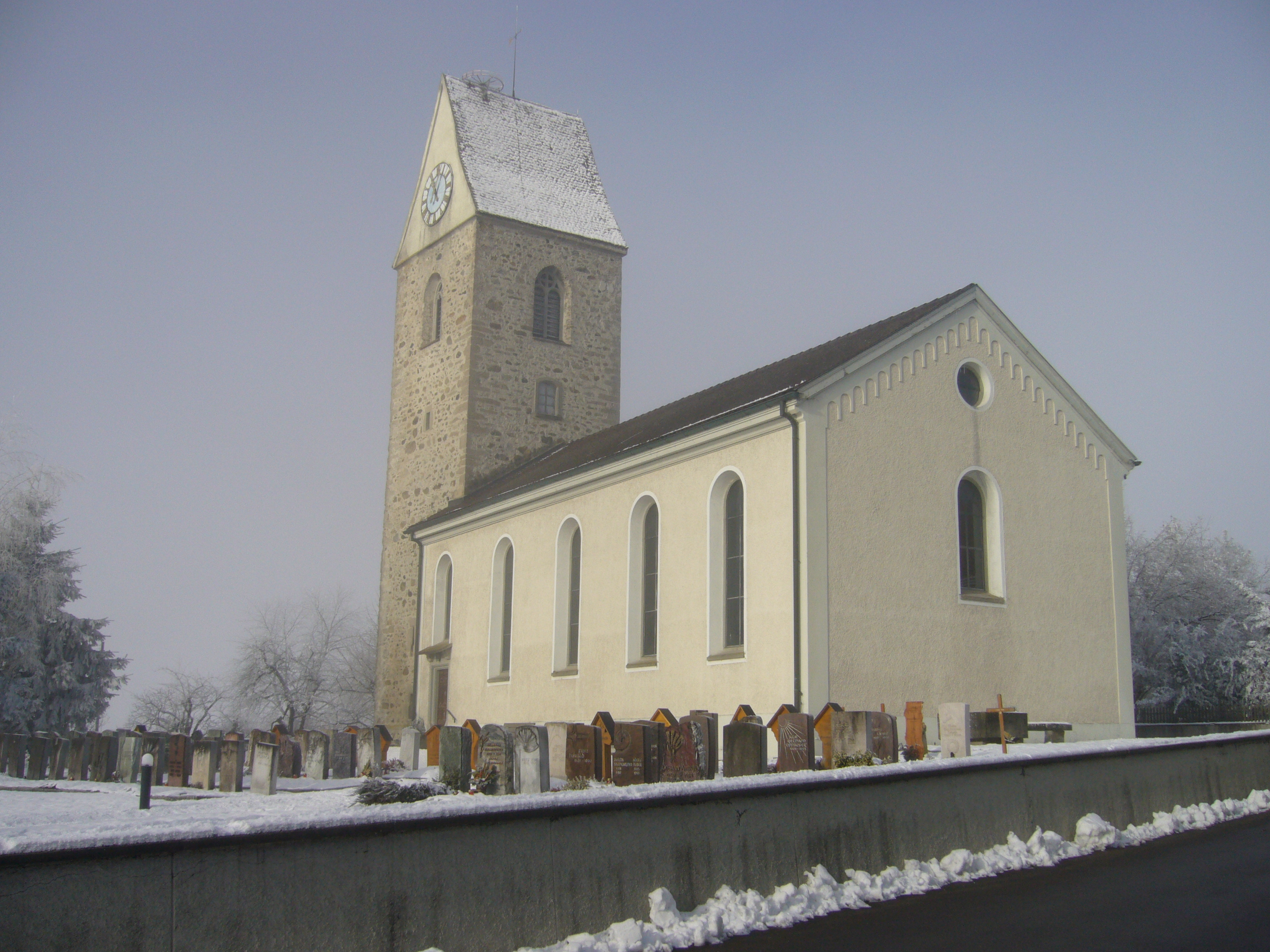
La chiesa dei Santi Afra e Nicola

- Chiesa dei Santi Afra e Nicola, attestata dal 1275[1].

## Società

### Evoluzione demografica
L'evoluzione demografica è riportata nella seguente tabella:
Abitanti censiti

## Amministrazione
Ogni famiglia originaria del luogo fa parte del cosiddetto comune patriziale e ha la responsabilità della manutenzione di ogni bene ricadente all'interno dei confini della frazione.